# Supercoppa turca 2024 (pallavolo maschile)
La Supercoppa turca 2024, 15ª edizione della supercoppa nazionale di pallavolo maschile, si è svolta il 1º ottobre 2024: al torneo hanno partecipato due squadre di club turche e la vittoria finale è andata per la prima volta all'Arkas.

## Regolamento
La formula ha previsto una gara unica.

## Squadre partecipanti
| Squadra  | Qualificazione                                          |
| -------- | ------------------------------------------------------- |
| Arkas    | Finalista Coppa di Turchia 2023-24                      |
| Halkbank | Vincitrice Efeler Ligi 2023-24/Coppa di Turchia 2023-24 |

## Torneo
| 1º ottobre 2024 Burhan Felek Spor Salonu, Istanbul Durata: 1h:31 - Spettatori: ? | Halkbank | 0 - 3 | Arkas | 24-26, 25-27, 21-25 |